# Homosetia fasciella
Homosetia fasciella är en fjärilsart som beskrevs av Victor Toucey Chambers 1873. Homosetia fasciella ingår i släktet Homosetia och familjen äkta malar. Inga underarter finns listade i Catalogue of Life.